# Plegaderus densus
Plegaderus densus är en skalbaggsart som beskrevs av Thomas Casey 1916. Plegaderus densus ingår i släktet Plegaderus och familjen stumpbaggar. Inga underarter finns listade i Catalogue of Life.